# 森川智喜
森川 智喜（もりかわ ともき、1984年 -）は、日本の小説家、推理作家。香川県生まれ。京都大学理学部卒業。京都大学大学院理学研究科物理学専攻修士課程修了。京都大学推理小説研究会出身。
2010年、『キャットフード 名探偵三途川理と注文の多い館の殺人』（講談社BOX）で単行本デビュー。

## 略歴
大学在学中は推理小説研究会に所属し、機関紙「蒼鴉城」に犯人当て小説など多くの中短編小説を発表した。これらの作品は2011年に同人誌『森川智喜作品集』としてまとめられている。
2008年5月、『マジカルランプ 名探偵三途川理と魔法のための魔法による魔法の呪文』（遠井夜空名義）で第4回講談社BOX新人賞“流水大賞”のあしたの賞を受賞する。
同年12月、講談社BOXの文芸誌『パンドラ』の「下剋上ボックス」コーナーに短編「ゴーストスクール 名探偵三途川理と長い長いお別れ」が掲載され、アンケート人気投票の結果、単行本デビューが決定した。
2010年7月、『キャットフード 名探偵三途川理と注文の多い館の殺人』が刊行され単行本デビューする。2014年5月、『スノーホワイト 名探偵三途川理と少女の鏡は千の目を持つ』で第14回本格ミステリ大賞（小説部門）を受賞する。デビュー2作目およびライトノベルレーベルからの刊行作品での受賞は史上初だった。

## 作品リスト

### 単行本

#### 名探偵三途川理シリーズ
イラスト：平沢下戸
- キャットフード 名探偵三途川理と注文の多い館の殺人（講談社BOX、2010年7月、ISBN 978-4-06-283752-1）
  - 【改題】 キャットフード（講談社文庫、2013年9月、ISBN 978-4-06-277654-7、解説：麻耶雄嵩）
- スノーホワイト 名探偵三途川理と少女の鏡は千の目を持つ（講談社BOX、2013年2月、ISBN 978-4-06-283831-3）
  - 【改題】 スノーホワイト（講談社文庫、2014年11月、ISBN 978-4-06-277978-4、解説：法月綸太郎）
- 踊る人形 名探偵三途川理とゴーレムのEは真実のE（講談社BOX、2013年9月、ISBN 978-4-06-283853-5）
  - 【改題】 踊る人形（講談社文庫、2016年2月）
- ワスレロモノ 名探偵三途川理 vs 思い出泥棒（講談社タイガ、2016年3月、ISBN 978-4-06-294025-2）
- トランプソルジャーズ 名探偵三途川理 vs アンフェア女王（講談社タイガ、2016年8月、ISBN 978-4-06-294043-6）
- バベルノトウ 名探偵三途川理 vs 赤毛そして天使（講談社タイガ、2017年5月、ISBN 978-4-06-294066-5）

#### その他
- 一つ屋根の下の探偵たち（講談社、2013年6月、ISBN 978-4-06-218379-6 / 講談社文庫、2017年9月、ISBN 978-4-06-293759-7） - イラスト：丹地陽子
- 半導体探偵マキナの未定義な冒険（文藝春秋、2014年6月、ISBN 978-4-16-390085-8） - イラスト：西島大介
- なぜなら雨が降ったから（講談社、2014年9月、ISBN 978-4-06-219126-5） - イラスト：玉置勉強
  - 収録作品：雨女探偵 / てるてる坊主 / 雨天決行 / 雪女探偵 / 狐の嫁入り
- 未来探偵アドのネジれた事件簿 タイムパラドクスイリ（新潮文庫nex、2014年11月、ISBN 978-4-10-180013-4）
- トリモノート（新潮文庫nex、2016年4月、ISBN 978-4-10-180061-5）
- レミニという夢（光文社、2016年7月、ISBN 978-4-334-91105-8）
- そのナイフでは殺せない（光文社、2019年2月、ISBN 978-4-334-91267-3）
- 死者と言葉を交わすなかれ（講談社タイガ、2020年10月、ISBN 978-4-06-521206-6）
- 動くはずのない死体 森川智喜短編集（光文社、2023年5月、ISBN 978-4-334-91529-2）
  - 収録作品：幸せという小鳥たち、希望という鳴き声 / フーダニット・リセプション 名探偵粍島桁郎、虫に食われる / 動くはずのない死体 / 悪運が来たりて笛を吹く / ロックトルーム・ブギーマン

### アンソロジー（収録）
- 黒猫を飼い始めた（講談社、2023年2月、ISBN 978-4-06-530632-1）「キーワードは黒猫」

### 単著未収録短編
- ゴーストスクール 名探偵三途川理と長い長いお別れ （講談社BOX『パンドラ』Vol.2 SIDE-B、2008年12月）
- 銀河の果ての殺人 名探偵三途川理、不在の事件 （講談社BOX『BOX-AiR』20号、2012年11月）
- キーワードは黒猫（講談社「Mephisto Readers Club」、2022年6月）

## 関連人物
- 円居挽 - 京大推理小説研究会先輩。Twitterにて、たまに近況などが報告される。